# ایرداباما
ایرداباما (سده ۵ و ۶ پیش از میلاد) یک زن بازرگان ایرانی در زمان فرمانروایی داریوش بزرگ (حکومت از ۵۲۲ تا ۴۸۵ پیش از میلاد) بود. وی شناخته‌‌شده‌‌ترین و ثروتمندترین زن بازرگانی است که در اسناد و مدارک شاهنشاهی هخامنشی در پارسه از او یاد شده است.
مشخص نیست که ایرداباما دقیقاً چه کسی بوده‌ است، اما بی گمان او فرد بسیار ثروتمندی بوده است. او احتمالاً از اشراف یا خانواده سلطنتی باشد. چندین مهر در مورد معاملات تجاری او پیدا شده است. در تاریخ چگونگی توزیع کالاها و جیره‌های غذایی میان کارمندان ایرداباما و نظارت او بر دارایی‌های وسیع خود، توصیف شده است. او با خادمانش به‌طور گسترده در ایران و میان‌رودان به سفر می‌پرداخت.
او نیروهای کاری خود را، شامل ۴۸۰ کارگر، عمدتاً در جایی که امروزه شیراز نامیده می‌شود، داشت. وی برجسته‌ترین نمونه از زنان ایرانی این دوره است که در ایران و همچنین سرزمین‌های خارج از آن مانند بابل، سوریه، مصر صاحب زمین و املاک بودند. وی به‌طور عمده در بازرگانی شراب و غلات فعالیت داشت و بر مشاغل تجاری، مراکز تولید و املاک خود نظارت می‌کرد.